# Ева Гарсія Саенз де Уртурі
Ева Гарсія Саенз де Уртурі (нар. 1972, Віторія-Гастейс)  — іспанська письменниця.
Закінчила університет Аліканте.